# State Line (Mississipi)
State Line és una població dels Estats Units a l'estat de Mississipi. Segons el cens del 2000 tenia 555 habitants.

## Demografia
Segons el cens del 2000, State Line tenia 555 habitants, 197 habitatges, i 148 famílies. La densitat de població era de 50,2 habitants per km².
Dels 197 habitatges en un 39,1% hi vivien nens de menys de 18 anys, en un 41,1% hi vivien parelles casades, en un 29,9% dones solteres, i en un 24,4% no eren unitats familiars. En el 21,8% dels habitatges hi vivien persones soles el 9,6% de les quals corresponia a persones de 65 anys o més que vivien soles. El nombre mitjà de persones vivint en cada habitatge era de 2,82 i el nombre mitjà de persones que vivien en cada família era de 3,29.
Per edats la població es repartia de la següent manera: un 34,4% tenia menys de 18 anys, un 11,4% entre 18 i 24, un 26,8% entre 25 i 44, un 16,8% de 45 a 60 i un 10,6% 65 anys o més.
L'edat mediana era de 28 anys. Per cada 100 dones de 18 o més anys hi havia 72,5 homes.
La renda mediana per habitatge era de 22.500 $ i la renda mediana per família de 27.083 $. Els homes tenien una renda mediana de 26.563 $ mentre que les dones 20.625 $. La renda per capita de la població era de 9.030 $. Entorn del 28,4% de les famílies i el 33,6% de la població estaven per davall del llindar de pobresa.

## Poblacions més properes
El següent diagrama mostra les poblacions més properes.